# Wielka wyprawa muppetów
Wielka wyprawa muppetów – amerykańsko-brytyjski film familijny z 1979 roku.

## Fabuła
Kermit Żaba chce podbić Hollywood. Wyrusza przez całe Stany Zjednoczone do stolicy filmu, by zrealizować swoje marzenia. Po drodze spotyka masę muppetów, które przyłączają się do wyprawy i również chcą zrealizować swoje marzenia.

## Obsada
- Jim Henson – Kermit Żaba/Rowlf/Dr. Teeth/Waldorf/człowiek Doc Hoppera/Link Hogthrob/Szwedzki kucharz (głosy)
- Frank Oz – Świnka Piggy/Miś Fozzie/Zwierzak/Orzeł Sam/człowiek Doc Hoppera/Marvin Suggs/motocyklista (głosy)
- Jerry Nelson(inne języki) – Floyd Pepper/Robin Żaba/Zwariowany Harry/Lew Zealand/Camilla (głosy)
- Richard Hunt(inne języki) – Scooter/Statler/Janice/Sweetums/Beaker (głosy)
- Dave Goelz(inne języki) – Gonzo/Dr Bunsen Honeydew/Zoot/Doglion/Irakijczyk w El Sleezo Cafe/Świnia (głosy)
- Charles Durning – Doc Hopper
- Austin Pendleton(inne języki) – Max
- Edgar Bergen – Edgar Bergen/Charlie McCarthy (głos)
- Milton Berle – Szalony Mooney
- Mel Brooks – Profesor Max Krassman
- James Coburn – Właściciel El Sleezo Cafe
- Dom DeLuise – Agent Bernie
- Elliott Gould – Gospodarz konkursu piękności
- Bob Hope – Sprzedawca lodów
- Madeline Kahn – Klientka w El Sleezo Cafe
- Carol Kane – Myth
- Cloris Leachman – sekretarka Lorda
- Steve Martin – Bezczelny kelner
- Richard Pryor – Sprzedawca balonów
- Telly Savalas – bramkarz w El Sleezo Cafe
- Orson Welles – Lew Grade

i inni